# Hans Pavia Egede
Hans Pavia Niels „Tatta“ Egede (* 3. Dezember 1954 in Nuuk; † 15. Januar 2018 in Ebeltoft, Dänemark) war ein grönländischer Politiker, Unternehmer, Sportfunktionär und Honorarkonsul.

## Leben
Hans Pavia Egede war der Sohn des Tischlers Jørgen Egede († 1976) und seiner Frau Martha Mølgaard. Der Polizist Abel Egede (1945–2006) war sein älterer Bruder. Am 9. Mai 1987 heiratete Hans Pavia die Dänin Åse (* 1956).
Hans Pavia Egede schloss 1973 sein Handelsexamen ab. Anschließend gründete er 1979 die erste grönländische Revisionsfirma, die er gemeinsam mit Anders Jonas Brøns 1985 zu Egede & Brøns A/S umfirmierte. Im Jahr zuvor hatten beide Polar Seafood gegründet, wo Hans Pavia Egede anfangs noch vorstand. Er war auch Direktor und Vorstandsvorsitzender mehrerer anderer Reederei- und Fischereiunternehmen. Nach kurzer Zeit bei Polar Seafood wurde er von Jens Kristian Friis Salling aus der Firma verdrängt. Brøns und Salling wurden später durch die Firma die reichsten Männer Grönlands.
Hans Pavia Egede kandidierte für die Atassut bei der Parlamentswahl 1979. Als Bjarne Kreutzmann, der zuvor ebenfalls bei der Atassut war, die Akulliit Partiiat gründete, trat Hans Pavia Egede für diese bei der Parlamentswahl 1991 an und beide konnten ins Inatsisartut einziehen. Bei der Wahl 1995 konnte er nicht mehr genügend Stimmen erzielen und schied aus dem Parlament aus. Nach der Auflösung der Partei Ende der 1990er Jahre saß er über mehrere Wahlperioden wieder für die Atassut im Rat der Gemeinde Nuuk. 2008 wechselte er zur Inuit Ataqatigiit über und war im Parteisekretariat angestellt, bevor er von 2011 bis 2013 Parteisekretär der Inuit Ataqatigiit war.
Hans Pavia Egede, der in seinen jungen Jahren als Fußballspieler aktiv war, war auch Vorsitzender von Grønlands Boldspil Union, dem grönländischen Fußballverband, sowie von 1997 bis 1999 Aufsichtsratsvorsitzender in Grønlands Idrætsforbund. Außerdem war er ab 1988 schwedischer Honorarkonsul, wofür er den schwedischen Nordstern-Orden als Ritter 1. Klasse erhielt.
Er setzte sich stark für die Entwicklung seiner Heimatstadt ein, zog aber später ins dänische Ebeltoft, wo er Anfang 2018 im Alter von 63 Jahren verstarb.